# Ramaria flavoviridis
Ramaria flavoviridis är en svampart som beskrevs av Corner & K.S. Thind 1961. Ramaria flavoviridis ingår i släktet Ramaria och familjen Gomphaceae.   Inga underarter finns listade i Catalogue of Life.